# ال نیدو، شهرستان مرسد، کالیفرنیا
ال نیدو، شهرستان مرسد (به انگلیسی: El Nido) یک منطقهٔ مسکونی در ایالات متحده آمریکا است که در شهرستان مرسد، کالیفرنیا واقع شده‌است. ال نیدو، شهرستان مرسد ۸٫۵۲۶ کیلومتر مربع مساحت و ۳۳۰ نفر جمعیت دارد و ۴۳ متر بالاتر از سطح دریا واقع شده‌است.